# Burg Mewe
Die Burg Mewe war eine Ordensburg des Deutschen Ordens in der ehemals westpreußischen Stadt Mewe, heute Gniew. Mit ihr wurde die Weichsel kontrolliert.

## Geschichte
Mewe wurde 1276 vom Deutschen Orden gegründet. 1283 wurde an diesem quadratischen Backsteinbauwerk mit Innenhof und einer Seitenlänge von rund 47 Metern in der Mündungsschleife der Ferse gebaut, das die Stadt von der Weichsel abschirmt. Flankiert wird der Kubus von drei schlanken Türmen – anstelle eines solchen Nordturms wurde ein Bergfried mit einem Durchmesser von 12,5 Metern erbaut.
1466 kam die Burg unter polnische Herrschaft. Nach der I. Polnischen Teilung 1772 zu Preußen gehörig wurde die Burg als Kaserne genutzt. 1803 diente sie als Magazin, wobei als Umbaumaßnahmen die Bogenfenster zugemauert und die meisten gotischen Gewölbe abgerissen wurden. Der bauliche Zustand der Burg verschlechterte sich zusehends.

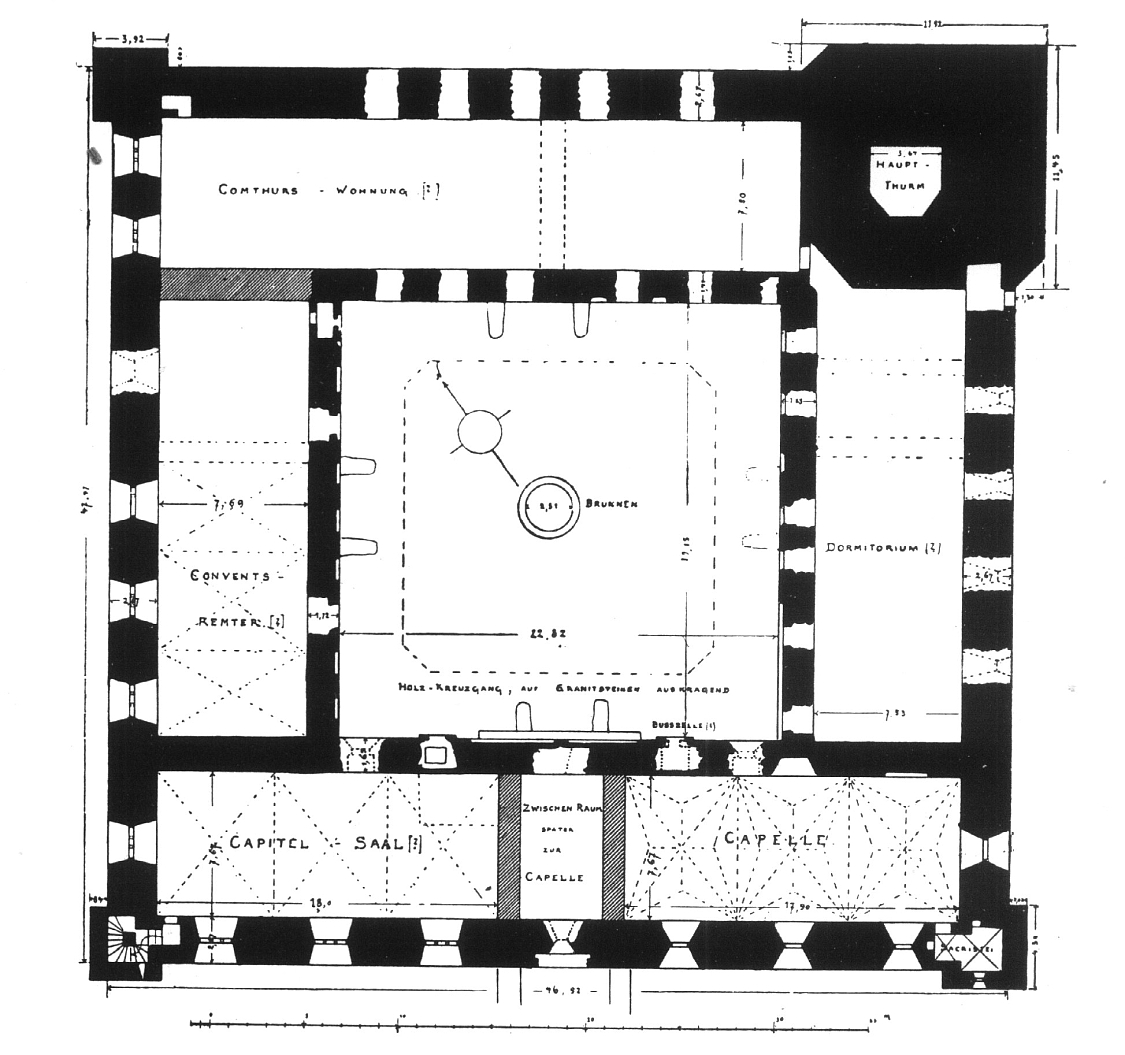
Grundriss der Kernburg von Mewe. Conrad Steinbrecht, um 1890

Mitte des 19. Jahrhunderts wurde die Burg nach einer Nutzung als Gefängnis im Zeitgeist der Romantik unter Beseitigung von Umbauten restauriert. Damals wurde auch der Bergfried bis zur halben Höhe abgerissen und durch einen, den übrigen drei Türmen gleichenden Aufsatz ergänzt. Zerstörungen brachte neben dem Brand von 1921 auch der Zweite Weltkrieg, nachdem das Bauwerk notdürftig gesichert wurde.
1967 begann der örtliche Betrieb Zakłady Mechanizmów Okrętowych FAMA den Wiederaufbau, der mit einer zweiten, von der Gemeinde getragenen Aufbau-Phase nach 1992 beendet wurde.
Seitdem ist die Burg Veranstaltungsort von historischen Festen, Spektakeln und Ritterturnieren und ein beliebtes touristisches Ziel.